# Antiochenischer Zwischenfall
Als Antiochenischer Zwischenfall (auch Antiochenischer Streitfall oder Antiochenischer Streit) wird in der neutestamentlichen Exegese ein Streit zwischen Paulus und Simon Petrus behandelt, der sich in Antiochia zugetragen haben soll und von Paulus im neutestamentlichen Galaterbrief (Gal 2,11–14 ) beschrieben wird. Offensichtlich wurden die Vereinbarungen des Apostelkonzils von Simon Petrus und Paulus unterschiedlich interpretiert und führten so zu Konflikten in den Gemeinden des Urchristentums. In dem Streit ging es um die Verpflichtung der Heidenchristen (Christen nicht-jüdischer Herkunft) zum mosaischen Gesetz und somit um die gleichberechtigte Lebensweise von Judenchristen (Christen jüdischer Herkunft) und Heidenchristen.

## Inhalt
Zu der Konfrontation zwischen Paulus und Petrus kam es, nachdem Petrus zunächst zusammen mit unbeschnittenen Christen (Heidenchristen) gegessen hatte, dann aber aus Rücksicht auf neu angereiste jüdische Christen aus der von Jakobus dem Gerechten geleiteten Jerusalemer Gemeinde, die das jüdische Gesetz (Halacha) – darunter auch die Regel, keine Tischgemeinschaft mit Nichtjuden zu pflegen – streng befolgten, davon Abstand nahm und sich von den Heidenchristen fernhielt. Besonders empörte Paulus der furchtsame Opportunismus des Petrus sowie die Tatsache, dass dieser durch sein Beispiel auch hellenistische Judenchristen aus dem Umfeld des Paulus - darunter sogar den Paulusvertrauten Barnabas, die sich im Umgang mit bekehrten Nichtjuden für gewöhnlich nicht an das Verbot des Verkehrs mit Unbeschnittenen hielten, dazu bewogen hatte, sich ebenfalls von den Heidenchristen abzusondern.
Er bezeichnete das Verhalten des Petrus und der übrigen Judenchristen als eine nicht mit der „Wahrheit des Evangeliums“ (Gal 2,14 ) übereinstimmende Handlungsweise.
Paulus bestand darauf, die unbeschnittenen Christen seien als vollwertige Gemeindemitglieder anzuerkennen und zu behandeln, und warf Petrus vor, von den Heiden die Einhaltung jüdischer Bräuche zu verlangen, obwohl er selbst „als Jude nach Art der Heiden und nicht nach Art der Juden“ (Gal 2,14 ) lebe. Damit spielte er darauf an, dass Petrus ja zuvor entgegen dem jüdischen Gesetz bereits Tischgemeinschaft mit ihnen gehabt hatte.

## Rede des Paulus zur Rechtfertigung
Direkt im Anschluss an die Schilderung des Streits legt Paulus im Galaterbrief (Gal 2,15-21 ) seine Lehre von der Rechtfertigung aus dem Glauben an Jesus Christus dar, die er im Römerbrief (insbesondere Röm 3,21–31 ) noch genauer ausführt. Da es auf die Einhaltung des jüdischen Gesetzes nicht ankomme, weil kein Mensch aus Gesetzeswerken vor Gott gerechtfertigt sei, lehnt er die Eingliederung von Heidenchristen ins Judentum durch die Beschneidung und die damit verbundene Pflicht zur Einhaltung der jüdischen religiösen Vorschriften ab.

## Datierung
Die Datierung des Antiochenischen Zwischenfalls ist umstritten. Es gibt unter den Fachautoren unterschiedliche Hypothesen zur Datierung.
Nach Udo Schnelle fand der Antiochenische Zwischenfall vermutlich im Sommer des Jahres 48 n. Chr. statt, also kurze Zeit nach dem Apostelkonzil in Jerusalem. Thomas Söding ordnet den Antiochenischen Zwischenfall zeitlich zwischen dem Apostelkonzil (48 n. Chr.) und der zweiten Missionsreise des Paulus mit Aufenthalt in Korinth (ca. 50 n. Chr.) ein. Eine dezidiert andere Sicht auf den Antiochenischen Zwischenfall nimmt der Neutestamentler Matthias Konradt (2011) ein. Der von ihm mit 52 n. Chr. angesetzte Zeitpunkt sei auch deshalb plausibler, weil für diese Zeit deutlich wahrscheinlicher anzunehmen sei, dass sich bereits eine gemeinsame Mahlpraxis von Juden und Heiden etabliert hatte.